# おやすいみん部
『おやすいみん部』（おやすいみんぶ）は、久遠まことによる日本の漫画作品。KADOKAWAの『月刊ドラゴンエイジ』で2014年12月から2015年10月にかけて連載。

## 概要
最高の睡眠スポットを求めて活動する「睡眠部」の面々が引き起こす騒動を描いた「痛快学園すいみんコメディ」。
連載前の仮タイトルは「おやすみんみん部っ!」。

## あらすじ
机で居眠りして時間を潰していた笹山千恵は、ある日体育館の屋根で寝ていた少女・歌多音里桜を目撃する。それをきっかけに千恵は安眠できる場所を探す謎の部活「睡眠部」に入部することになるが、部員たちは揃いも揃って厄介な「睡眠体質」を持っていて…。

## 登場人物
笹山 千恵（ささやま ちえ）
主人公。ちょっと自己主張が苦手だが常識人。体育館の屋根から転落した里桜を目撃したことをきっかけに睡眠部に勧誘され、里桜が「いい友達になれる」と発言したのをきっかけに入部した。部員たちの睡眠体質やそこから来る奇行に呆れる一方で、その体質は「過去のしがらみからくる病気みたいなもの」と解釈しており、一応友達として何とかしてあげたいと考えている。
睡眠体質は「眠れるメガネ」。彼女は特に睡眠体質を持たないため、一人だけ適当にネーミングされている。
歌多音 里音（うたたね りお）
睡眠部のリーダー格。千恵曰く「マイペースで一番よく分からない」人だが、一応千恵のことは友達だと思っている。睡眠体質によって家でも外でも安眠できずにいるため、小さい頃に「すごく安眠できる場所」があったというかすかな記憶を頼りにして最高の安眠スポットを探すために睡眠部を立ち上げた。いわく理想は「雲の上で眠ること」。
睡眠体質は「眠れる獅子」。睡眠中見えない敵と戦うかのように暴れだす。この状態の里音は異常に強く、菜々美が木刀を持ってやっと止められるレベルである。
榊原 菜々美（さかきばら ななみ）
睡眠部部員。起きているときに限っては極めて真面目な少女で、部員の中ではもっとも話が通じる。小さい頃から剣道を習っており、家には道場もある。寝ぼけて暴れだした里音を止めるのは専ら彼女の役目となっている。
睡眠体質は「眠れるビッチ」。寝ると必ず淫夢を見て、木刀や柱で掲載誌的に危険な行為に耽る。今のところどこで寝てもこうなってしまうらしく、安心して眠れる場所を求めて睡眠部に参加している。第3話で、小さい頃に父からアダルトDVDを見せられていたことが発覚し、家にあったDVDを供養するも、全く改善しなかった。
秋葉 華音（あきは かのん）
睡眠部部員。おっとりした性格の「いい子」だが、頭のネジが緩んでいる時がある。萌え抱き枕のアキラたん（男の娘）を持ち歩いている。実は大型デパートの社長令嬢であり、父に話をつければ大抵のものは無料で手に入る（あまり高いものを除く）。
睡眠体質は「眠れる頻尿」。高校生にしておねしょが治っておらず、スカートの下にはおむつを着用している。

## 単行本
1. 2015年6月9日 ISBN 978-4040706238
2. 2015年11月9日 ISBN 978-4040707518

第1巻の表紙は「トリアージX」1巻に類似していることから、帯にはその作者である佐藤ショウジより「ふ～ん、この表紙、どっかで見覚えあるなぁ」というコメントが寄せられた。